# Binnenmühle Schwerin
Die Binnenmühle war eine Wassermühle in Schwerin, die rund 700 Jahre lang eine bedeutende Rolle für die Stadt spielte. Sie befand sich an der Stelle des heutigen Wohnhauses in der Schloßstraße (Schwerin) 30. Sie erhielt ihren Namen Grafenmühle nach einem ihrer ersten Besitzer, dem einstigen Grafen von Schwerin, urkundlich erwähnt wurde die Mühle „nahe bei Schwerin“ erstmals 1217. Die Tatsache, dass der damalige Graf von Schwerin von seinen Einkünften aus ebendieser Mühle einen Teil weiter vergab, deutet zumindest auf den Teilbesitz der Grafen von Schwerin an der Mühle hin. Westlich, außerhalb der etwa 1400 entstandenen Schweriner Stadtmauer, lag am Fließgraben, der den Pfaffenteich mit dem Burgsee verbindet, die Grafenmühle (jetzt Eckhaus Schloß-/Mecklenburgstraße).

## Lage und Umgebung
Weil um das heutige Haus der Schloßstraße 30 Straßen sind, ist vor Ort der Mühlenstandortplatz für seinen Betrachter nur schwer nachvollziehbar. Die auf Stadtplänen dargestellten vergangenen Bebauungen im 12. sowie dem 13. Jahrhundert zeigen jedoch, dass sich die Stadt Schwerin nur über ein sehr kleines Areal auf einer Anhebung im Raum des heutigen altstädtischen Marktplatzes erstreckte. Die mit Wasserkraft angetriebene gräfliche Binnenmühle stand damals achtzig Meter vor eingerammten Holzbohlenplanken, eingerahmt im mittelmäßig hohen Wallwehrgang mit Brüstung sowie dem mittelalterlichen Mühlentor von Schwerin. Die im Mittelalter zu bewältigende Existenzfrage, einerseits die Ernährung der Stadtbewohner und ihren Schutz vor Überfällen zu sichern, gehörte zu den strategisch wichtigen Positionen, die die Gründer einer Stadt zu bewältigen hatten. Die gräfliche Binnenmühle erhielt ihr Mühlenwasser vom heutigen Pfaffenteich – dem einstigen, auf die technische Einrichtung bezogenen – Mühlenteich durch
den Fließgraben, Verlauf heutige Mecklenburgstraße – dem Stadtgraben Bischofstraße, Buschstraße dort kreuzte die damalige Mühlenstraße (Schloßstr.). Das Mühlenwasser floss parallel zur Klosterstraße in den nähergelegenen Burgsee ab. Weitere Zuflüsse des Wasserverlaufs kreuzten die Enge Straße, die Schusterstraße ebenso die Schloßstraße (Schwerin) bis hin zum Marienplatz. All das ergab einen Staudamm im unmittelbaren Bereich der Grafenmühle, an der sich das Wasser staute. Am Marienplatz befand sich zugleich auch ein weiterer Zugang zum mittelalterlichen Schwerin.

## Konstruktion und Daten
1298 konnte erstmals auch etwas über die Größe der gräflichen Wassermühle in Erfahrung gebracht werden, die Grafenmühle war zeitweise sehr groß mit vier Mahlgängen, die von ebenfalls vier großen Wassermühlrädern angetrieben wurden. Ebenfalls war der Bau weiterer Mühlen im Umkreis einer halben Meile verboten worden, wohl um der Binnenmühle die Einkünfte zu sichern. Ebenfalls 1298 wurde die Grafenmühle von Schwerin an das Zisterzienser-Kloster Reinfeld bei Lübeck verkauft. Die Urkunden von 1298 enthalten noch einen nicht unwichtigen Hinweis auf das rechtliche Verhältnis der Stadt zur Binnenmühle, denn sie ist niemals Eigentum der Stadt geworden (dies könnte auch in der oft gebrauchten Bezeichnung Grafenmühle zum Ausdruck kommen). Urkundlich wird betont, dass der neue Mühlenbesitzer, also das Zisterzienser-Kloster Reinfeld, insofern keine Verpflichtungen in Bezug auf städtisches Gerechtsames habe, dass aber die Stadt Schwerin ihrerseits den Zufluss des Wassers zur Mühle zu garantieren habe und ebenso nicht zu behindern habe und verpflichtet sei, „sowohl jenes, was außerhalb ist, als auch das, was innen ist, wie die Schutzwehren der Stadt zu verteidigen“, d. h. die Stadt Schwerin war für die Sicherheit der Mühle auch in Kriegszeiten verantwortlich gemacht worden.
Im 14. Jahrhundert hatte sich Schwerin bis zur Binnenmühle ausgedehnt. Um 1340 wurde die einstigen Holzbohlenplanken-Wallwehranlage der Stadt durch eine ca. 1,5 m starke Felsgesteinmauer ersetzt beziehungsweise wurde umgrenzt; der gemauerte Mühlentorturm ragte nun unmittelbar neben der sich in den Burgsee abwässernden Binnenmühle auf. Die einstige Grafenmühle war in die Stadtmauer integriert und so soll ihr Name Binnenmühle entstanden sein – auch als Gegensatz zu der äußeren Bischofsmühle am Aubach 1178 – erwähnt seit 1186 „im Norden der Stadt gelegen“ und der Neuen Mühle am Neumühler See, die erstmals 1357 erwähnt wurde.

## Geschichte des Gebäudes

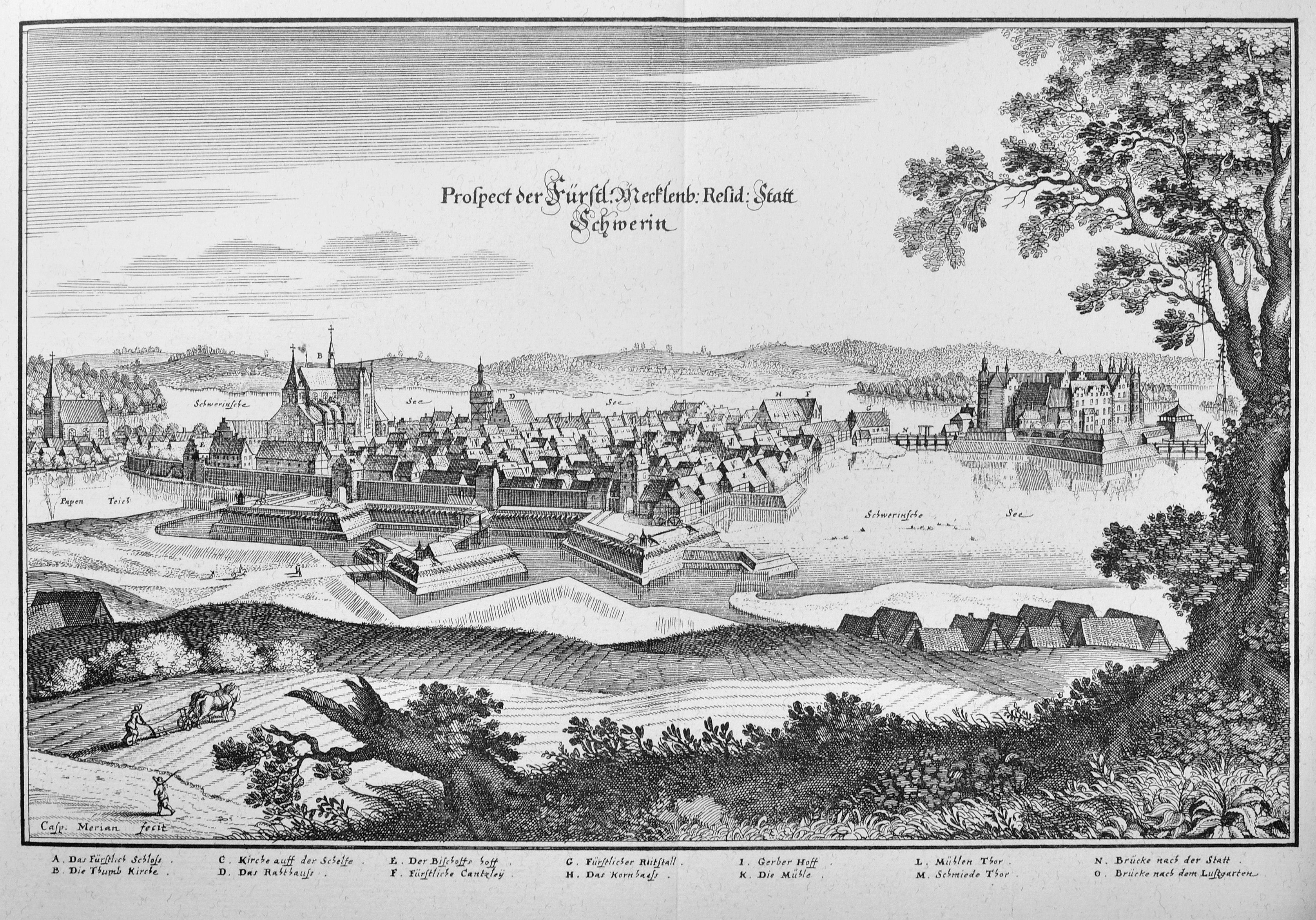
Schwerin Merian – Stich um 1640 K. Die Mühle

1408 kauften die Herzöge von Mecklenburg die gräfliche Binnenmühle wieder zurück, zugleich verpflichteten sie die Einwohner der Stadt, nur bei ihnen hier ihr Getreide mahlen zu lassen. Im 17. Jahrhundert erhielt die Stadt Schwerin zum äußeren Schutz der Niederungen zwischen dem Pfaffenteich und dem Burgsee zwei Bastionen und vorgeschobene starke Befestigungen, und unmittelbar vor der gräflichen Binnenmühle und dem Mühlentorturm wurden Mühlentorbastionen mit Brustwehren, Geschützständen und Wachgebäude eingerichtet. Vor den Bastionen staute sich jetzt das Wasser zu einem Teich auf. Durch einen überwölbten Kanal strömte es zur Grafenmühle, die zu der Zeit nur zwei größere, voreinander angeordnete Wasserräder besaß. Dem Schweriner Stadtbrand von 1651 fiel auch die Grafenmühle zum Opfer; sie brannte bis auf die Grundmauern ab. Der Brand war am 18. Juli kurz vor der Ernte ausgebrochen; zu der Zeit standen beide Mühlenräder still. Zu ihrer Rettung öffnete man das Wehr und ließ die Räder im Wasser drehen, doch ihre Hoffnung auf Unversehrtheit erfüllte sich nicht – sie verbrannten ebenso wie die Mühle und auch das städtische Mühlentor. Der Wiederaufbau der Grafenmühle erfolgte 1731; sie erhielt nach der geplanten Erneuerung wiederum vier Wasserräder. Müllermeister Heldt war seit 1841 Besitzer der Binnenmühle – bis 1853 war die Grafenmühle im Einsatz. Erst als Folge der Stadterweiterung mit der Überbauung von Straßen an die Stelle des Fließgrabens wurde der Mühlenbetrieb eingestellt. Die nachfolgenden Besitzer verwendeten die Binnenmühle nunmehr als Wohn- und Geschäftshaus und bauten das geschichtsträchtige Gebäude jeweils für ihre Zwecke um. Die heutige Mecklenburgstraße überdeckt nahezu vollständig den Fließgraben. Auch die anderen Zuflüsse, wie die in der Bischofstraße, der Schusterstraße, der Schloßstraße (Schwerin), dem Marienplatz etc., sind gänzlich verschwunden.

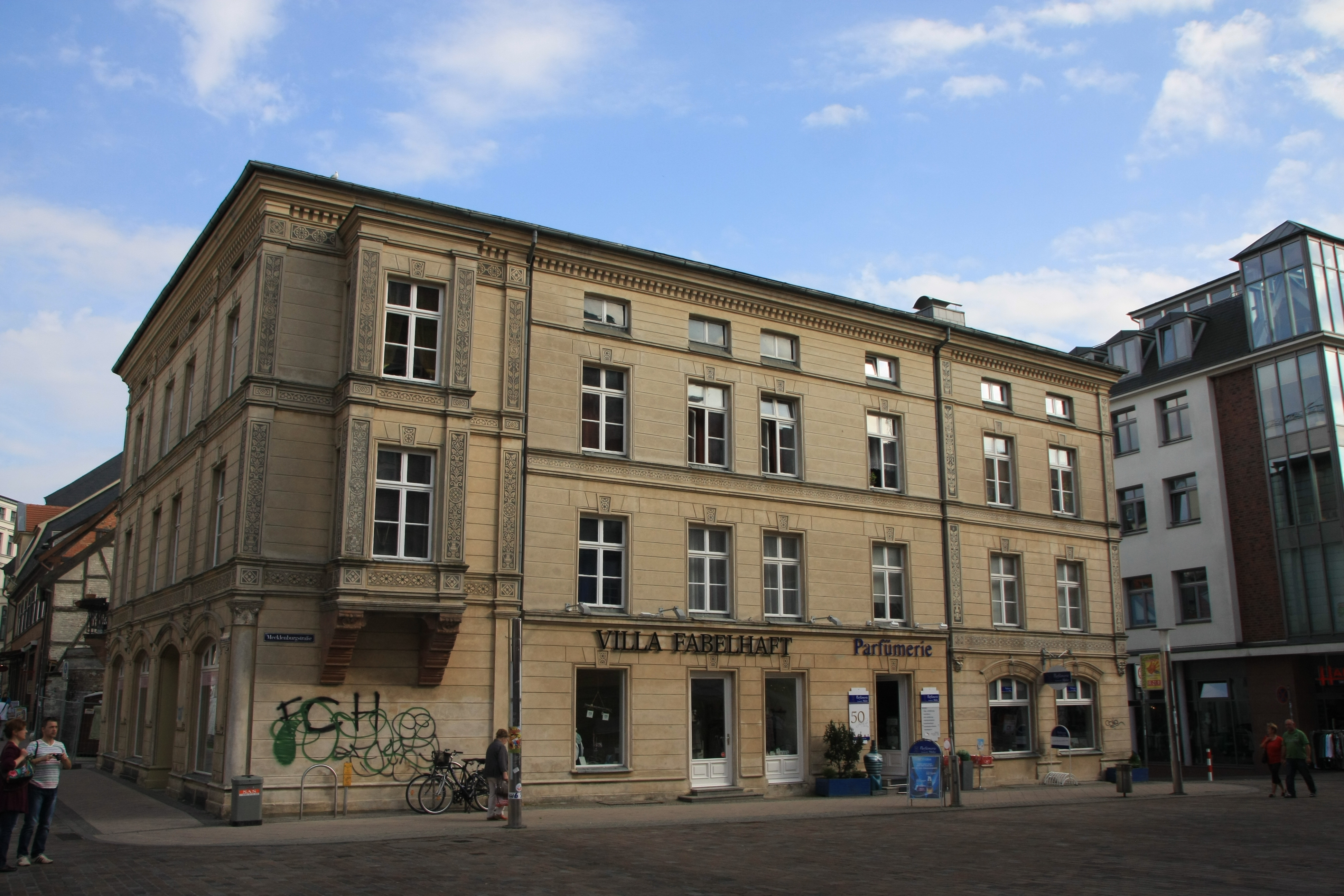
Das gegenwärtige Gebäude in der Schloßstraße 30 (2014)

Ihr heutiges Aussehen erhielt die gräfliche Binnenmühle um 1870 – den Kern des bewohnten Gebäudes Schloßstraße 30 bilden zwei Fachwerkhäuser, die einstige Mühle sowie das Wohnhaus des Müllers, vereinigt und verblendet durch eine Neorenaissance-Fassade, versehen mit Sgraffito-Schmuck entlang der Mecklenburg- und Schloßstraße. Die Hof- und ehemalige Gartenseite der gräflichen Binnenmühle hin zur Klosterstraße hat immer noch Fachwerk. Die Grundmauern, die Gewölbekeller des Wohngebäudes bestehen noch mit unter aus Resten der mittelalterlichen  Stadtmauer aus Felsengestein. Beim Betrachten des ehemaligen Mühlenfachwerkgebäudes ist die unterschiedliche Geschoßhöhe auffallend – das belegt den damaligen getrennten Mühlendurchbau von zwei Häusern. 1889 erwarb der Lederwarenhändler Heinrich Herbordt aus Schwerin das Grundstück, auf dem sich die Binnenmühle einstmals befand, die noch immer im Besitz dieser Familie ist. Die geschäftliche Nutzung des Gebäudes wechselte in den letzten hundert Jahren häufiger.